# Tine van Klooster
Jantina Henderika (Tine) van Klooster (Groningen, 6 juli 1894 – Ravensbrück, 30 januari 1945) was een Nederlandse letterkundige en uitgever.

## Leven en werk
Van Klooster werd in 1894 in Groningen geboren als dochter van de commissionair Frans Sjoerd van Klooster en Hindrikje Timmer. Na haar middelbareschoolopleiding ging ze Nederlands studeren aan de Rijksuniversiteit Groningen. Na haar afstuderen in Groningen ging ze in 1921 moderne Amerikaanse letterkunde studeren aan de Columbia-universiteit. 
Ze promoveerde in 1924 in Groningen op een proefschrift over de schrijfster Edith Wharton.
In 1926 richtte zij in Amsterdam - samen met haar vriendin en partner Johanna Jacoba "Koos" Schregardus - de uitgeverij De Spieghel op. Hun uitgeverij gaf meerdere proefschriften uit van vrouwelijke promovendi. Verder gaven zij romans, essays, dichtbundels, kunst- en geschiedenisboeken en  boeken en tijdschriften op het gebied van natuur, spel en sport uit. Als boekbandontwerper en illustrator werden Tine Baanders en Nelly Bodenheim door De Spieghel aangetrokken.
Tijdens de Tweede Wereldoorlog weigerde ze om lid te worden van de Kultuurkamer. Clandestien gaf De Spieghel tekeningen van Cor van Teeseling uit. Van Klooster en haar partner raakten betrokken bij verzetsactiviteiten. Ze boden onderdak aan de verzetsleider Gerrit Jan van der Veen. Door verraad werd niet alleen Van Veen maar ook Van Klooster gevangengenomen. Zij werd op transport gezet en belandde via kamp Vught in het concentratiekamp voor vrouwen Ravensbrück, waar ze in 1945 aan ziekte en ontberingen overleed. Haar partner Koos Schregardus was bij haar arrestatie niet thuis en overleefde de oorlog.

## Jantina Henderika van Kloosterfonds
In 1947 werd het Jantina Henderika van Kloosterfonds door haar broer, Hein van Klooster, opgericht. Het fonds verstrekt beurzen aan vrouwelijke studenten in Groningen. Ook werden twee plaquettes uit het fonds gefinancierd met daarop de namen van omgekomen leden van de Groninger Academiegemeenschap.